# Prvi zakon termodinamike
Pŕvi zákon termodinámike ali zakon o ohranitvi energije določa, da je sprememba polne energije sistema enaka razliki dovedene ali oddane toplote in dovedenega ali oddanega dela. Polna energija je vsota kinetične, potencialne, notranje in drugih oblik energije:
{\displaystyle \Delta W=Q+A\!\,.}
Za sistem, toplotno izoliran od okolice (tako da z okolico ne izmenjuje dela ali toplote), in na katerem zunanje sile ne opravljajo dela, velja izrek o ohranitvi polne energije:
Polna energija toplotno izoliranega sistema ostaja nespremenjena.
Energije ni mogoče uničiti ali ustvariti iz nič, pod določenimi pogoji pa je mogoče pretvoriti eno obliko energije v drugo, npr. potencialno v kinetično, kinetično v notranjo ipd. Kdaj so pretvorbe med različnimi oblikami energije zares mogoče, pa določa drugi zakon termodinamike.
Po prvem zakonu termodinamike ni mogoč perpetuum mobile prve vrste, to je stroj, ki bi oddajal delo, ne da bi se mu dovajalo delo ali toploto in ne da bi ob opravljanju dela prihajalo do sprememb.

## Zgodovina
O ohranitvi energije so razmišljali že antični filozofi, npr. Tales iz Mileta, v sodobni obliki pa ga je formuliral nemški zdravnik Julius Robert von Mayer (1814-1878) v svoji razpravi »Razmišljanje o silah neorganske narave«, objavljeni v Annalen der Chemie und Pharmacie, 43, 233 (1842). Mayer je do svojega zaključka prišel na potovanju na nizozemsko vzhodno Indijo (današnja Indonezija), kjer je opazil, da je kri pacientov zaradi manjše vsebnosti kisika temnejše rdeče barve. To je pripisal toplejšemu podnebju, zaradi česar ljudje potrebujejo manj kisika in s tem manj energije za vzdrževanje telesne temperature. Odkril je, da sta tako toplota kot delo obliki energije. Ko je izboljšal svoje znanje fizike, je izračunal tudi kvantitativno zvezo med njima.
James Prescott Joule je leta 1843 neodvisno odkril zakon s poskusom, danes znanim kot Joulov poskus, pri katerem je utež ob spuščanju prek škripca poganjala mešalo v kalorimetrski posodi. Joule je pokazal, da je težnostna potencialna energija uteži enaka toploti, ki jo je voda prejela ob trenju z mešalom. Joulov poskus je za več let zasenčil Mayerjevo delo, kar je slednjega tako potrlo, da je skušal narediti samomor. Njegovemu delu je ponovno dal vrednost John Tyndall v svoji razpravi Heat: A mode of motion (1863).
Podoben zakon je leta 1847 zapisal v zasebno objavljeni razpravi Die Erhaltung der Kraft tudi Hermann Ludwig Ferdinand von Helmholtz.